# (24712) Boltzmann
(24712) Boltzmann – planetoida z grupy pasa głównego asteroid okrążająca Słońce w ciągu 3 lat i 216 dni w średniej odległości 2,34 j.a. Została odkryta 12 września 1991 roku w Karl Schwarzschild Observatory w Tautenburgu przez Freimuta Börngena i Lutza Schmadela. Nazwa planetoidy pochodzi od Ludwiga Boltzmanna, austriackiego fizyka. Została zaproponowana przez Freimuta Börngena. Przed nadaniem nazwy planetoida nosiła oznaczenie tymczasowe (24712) 1991 RP3.